# Poa mucuchachensis
Poa mucuchachensis là một loài cỏ trong họ hòa thảo, thuộc chi poa.